# Francisco Comarazamy
Francisco Comarazamy Rangasami (San Pedro de Macorís, 4 de julio de 1908 - 6 de agosto de 2012), conocido como «Don Frank»,[cita requerida] fue un periodista dominicano que trabajó para varios periódicos durante el siglo XX y fue corresponsal periodístico de la embajada dominicana en Puerto Rico durante la dictadura de Trujillo. Comarazamy se mantuvo activo hasta el año 2009, donde aún escribía a máquina como solía hacerlo en los años 1930. Durante sus últimos años trabajó en el periódico Listín Diario.

## Biografía
Comarazamy nació en San Pedro de Macorís en octubre de 1908 del matrimonio de Daniel Comarazamy y Luisa Rangazamy, con orígenes en la India. Ejerció el periodismo en La Opinión, Diario de Macorís, El Mundo, La Nación y El Caribe. Fue director del Listín Diario desde 1994 hasta 1997.  Escribió por varios lustros la columna “Libros dominicanos”. Recibió el Premio Caonabo de Oro, la Orden de Duarte, Sánchez y Mella; la Orden de la Estrella Brillante de China y la Orden al Mérito de Corea. Escribió los libros “Experiencias de un periodista”, “Comentarios de libros dominicanos”, “Más comentarios de libros dominicanos” y “San Pedro de Macorís. Memorias”. Fue uno de los principales comentaristas de la bibliografía dominicana.[cita requerida]
Comarazamy fue director del diario Listín Diario y de La Opinión.